# Vysokopillja
Vysokopillja (ukrajinsky Високопілля, rusky Високопoльe) je sídlo městského typu v Chersonské oblasti, v Beryslavském rajónu na Ukrajině. K roku 2021 měla 3899 obyvatel.

## Poloha a doprava
Vysokopillja leží v údolí mezi řekami Dněprem a Inhulem, přibližně dvanáct kilometrů východně od Inhulu, 30 km jihozápadně od Apostoloveho, při silnici Novovoroncovka-Beryslav, na železniční trati do Chersonu mezi stanicemi Apostolove a Snihurivka.

## Dějiny
- Vysokopillja byla založena v letech 1869 až 1870 povolžskými Němci - převážně luterány z Tavrijské gubernie jako součást kolonie Kronau (Кронау).
- V polovině 90. let již měla kolonie kapitalistický způsob hospodaření, vlastní pivovar, dva parní mlýny, silo, a sklad vína, od roku 1897 kostel, lékárnu, dvě střední školy a od roku 1912 gymnázium.
- V roce 1915 dostala Vysokopillja dnešní název.
- Německý luteránský kostel byl ve 20. letech 20. století proměněn na Dům kultury, dosud ve zdivu dochovaný
- Německý římskokatolický kostel v místní části Neu-Mannheim (Ней-Маннгейм) Ukrajinci později proměnili na pravoslavný Uspenský chrám,[1][chybí lepší zdroj] zrušený koncem dvacátých let a po roce 1990 opět obnovený.
- Nacisté vrátili povolžským Němcům německé občanství
- Od roku 1957 má Vysokopillja status sídla městského typu. Byla centrem Vysokopilského rajónu, který byl administrativní reformou z 18. července 2020 zrušen a včleněn do Beryslavského rajónu.
- 9. března 2015 byla stržena socha V.I.Lenina.
- 14. března 2019 se u příležitosti 150. výročí založení kolonie konala slavnost Kronaufest (Кронау-Фест).

### Ruská invaze 2022
- Od 16. března do 4. září 2022 byl celý Beryslavský rajón okupován Ruskem. 4. září byla Vysokopillja při ukrajinské protiofenzívě znovu dobyta.[2]